# Шару-Дорней
Шару-Дорней (рум. Șaru Dornei) — село у повіті Сучава в Румунії. Входить до складу комуни Шару-Дорней.
Село розташоване на відстані 322 км на північ від Бухареста, 77 км на південний захід від Сучави, 145 км на північний схід від Клуж-Напоки.

## Населення
За даними перепису населення 2002 року у селі проживали 579 осіб, з них 577 осіб (99,7%) румунів. Рідною мовою 577 осіб (99,7%) назвали румунську.